# Edward Norris
Septimus Edward Norris (Filadelfia, 10 marzo 1911 – Fort Bragg, 18 dicembre 2002) è stato un attore statunitense.

## Biografia
Figlio di un eminente chirurgo di Filadelfia, all'età di 16 anni Norris lasciò la Culver Military Academy per sposare Virginia Bell Hiller, e iniziò a lavorare come reporter. Intraprese la carriera di attore all'inizio degli anni trenta e apparve in ruoli non accreditati in numerosi film come La regina Cristina (1933), Terra senza donne (1935) e Amore folle (1935). Durante la seconda guerra mondiale prestò servizio nelle Forze aeree dell'esercito degli Stati Uniti come istruttore di volo.
Norris fece il suo debutto televisivo nel 1951 con due apparizioni nella serie antologica Royal Playhouse. Nei successivi 12 anni lavorò regolarmente per il piccolo schermo, recitando, fra le altre, nella serie poliziesca Perry Mason, negli episodi Il caso delle dita infuocate (1958) e Il caso del marchio appannato (1962). Terminò la sua carriera con l'apparizione in un episodio della serie The Third Man, intitolato Ghost Town.

### Vita privata
Dopo il divorzio nel 1932 dalla prima moglie Virgilia Hiller, nel 1935 Norris sposò l'attrice Lona Andre, dalla quale divorziò dopo pochi giorni.  Nel 1936 sposò l'attrice Ann Sheridan, ma anche questo matrimonio terminò con il divorzio 1938. L'ultimo matrimonio con June Satterlee, durò dal 1942 al 1943. 
Appassionato tiratore, Norris vinse molti trofei in gare di tiro al piattello. Morì il 18 dicembre 2002 a Fort Bragg, in California, all'età di 91 anni.

## Filmografia

### Cinema
- La regina Cristina (Queen Christina), regia di Rouben Mamoulian (1933)
- This Side of Heaven, regia di William K. Howard (1934)
- La via proibita (Coming Out Party), regia di John G. Blystone (1934)
- Paris Interlude, regia di Edwin L. Marin (1934)
- Una notte a New York (One New York Night), regia di Jack Conway (1935)
- Terra senza donne (Naughty Marietta), regia di Robert Z. Leonard e W. S. Van Dyke (1935)
- L'incrociatore misterioso (Murder in the Fleet), regia di Edward Sedgwick (1935)
- Amore folle (Mad Love), regia di Karl Freund (1935)
- L'avventura di Anna Gray (Woman Wanted), regia di George B. Seitz (1935)
- Sterminateli senza pietà (Show Them No Mercy!), regia di George Marshall (1935)
- Tre strani amici (Tough Guy), regia di Chester Franklin (1936)
- La provinciale (Small Town Girl), regia di William A. Wellman (1936)
- Il magnifico bruto (Magnificent Brute), regia di John G. Blystone (1936)
- Mama Steps Out, regia di George B. Seitz (1937)
- Song of the City, regia di Errol Taggart (1937)
- Fra due donne (Between Two Women), regia di George B. Seitz (1937)
- Vendetta (They Won't Forget), regia di Mervyn LeRoy (1937)
- Bad Guy, regia di Edward L. Cahn (1937)
- La città dei ragazzi (Boys Town), regia di Norman Taurog (1937)
- I ragazzi della strada (Newsboys' Home), regia di Harold Young (1938)
- Tail Spin, regia di Roy Del Ruth (1938)
- On Trial, regia di Terry O. Morse (1939)
- The Gorilla, regia di Allan Dwan (1939)
- Gli indomabili (Frontier Marshal), regia di Allan Dwan (1939)
- Here I Am a Stranger, regia di Roy Del Ruth (1939)
- The Escape, regia di Ricardo Cortez (1939)
- Scandal Sheet, regia di Nick Grinde (1939)
- Un uomo contro la morte (Dr. Ehrlich's Magic Bullet), regia di William Dieterle (1940)
- Ski Patrol, regia di Lew Landers (1940)
- Seduzione (The Lady in Question), regia di Charles Vidor (1940)
- Preferisco il manicomio (Road Show), regia di Hal Roach (1941)
- Back in the Saddle, regia di Lew Landers (1941)
- Here Comes Happiness, regia di Noel M. Smith (1941)
- Angels with Broken Wings, regia di Bernard Vorhaus (1941)
- Doctors Don't Tell, regia di Jacques Tourneur (1941)
- Il segreto sulla carne (The Lady Has Plans), regia di Sidney Lanfield (1942)
- The Man with Two Lives, regia di Phil Rosen (1942)
- The Mystery of Marie Roget, regia di Phil Rosen (1942)
- I Live on Danger, regia di Sam White (1942)
- Sabotage Squad, regia di Lew Landers (1942)
- The Great Impersonation, regia di John Rawlins (1942)
- Mug Town, regia di Ray Taylor (1942)
- You Can't Beat the Law, regia di Phil Rosen (1943)
- No Place for a Lady, regia di James P. Hogan (1943)
- Wings Over the Pacific, regia di Phil Rosen (1943)
- The Sultan's Daughter, regia di Arthur Dreifuss (1943)
- Sing a Jingle, regia di Edward C. Lilley (1944)
- Career Girl, regia di Wallace Fox (1944)
- Tre uomini e il mio cuore (Men on Her Mind), regia di Wallace Fox (1944)
- Shadows in the Night, regia di Eugene Forde (1944)
- End of the Road, regia di George Blair (1944)
- Night Club Girl, regia di Edward F. Cline (1945)
- Jungle Queen regia di Lewis D. Collins e Ray Taylor (1945)
- Penthouse Rhythm, regia di Edward F. Cline (1945)
- Il pugnale misterioso (Murder in the Music Hall), regia di John English (1946)
- The Truth About Murder, regia di Lew Landers (1946)
- Inganno (Decoy), regia di Jack Bernhard (1946)
- Heartaches, regia di Basil Wrangell (1947)
- Trapped by Boston Blackie, regia di Seymour Friedman (1948)
- Forgotten Women, regia di William Beaudine (1949)
- The Mysterious Desperado, regia di Lesley Selander (1949)
- The Wolf Hunters, regia di Budd Boetticher (1949)
- Killer Shark, regia di Oscar Boetticher (1950)
- Il diavolo nella carne (Surrender), regia di Allan Dwan (1950)
- Normandia (Breakthrough), regia di Lewis Seiler (1950)
- The Blazing Sun, regia di John English (1950)
- La banda dei tre stati (Highway 301), regia di Andrew L. Stone (1950)
- I Was a Communist for the FBI, regia di Gordon Douglas (1951)
- Tortura (Inside the Walls of Folsom Prison), regia di Crane Wilbur (1951)
- Murder Without Tears, regia di William Beaudine (1953)
- Il traditore di Forte Alamo (The Man from the Alamo), regia di Budd Boetticher (1953)
- Il kentuckiano (The Kentuckian), regia di Burt Lancaster (1955)

### Televisione
- Royal Playhouse (Fireside Theatre) – serie TV, 2 episodi (1951)
- Public Defender – serie TV, 1 episodio (1954)
- Wild Bill Hickok (The Adventures of Wild Bill Hickok) – serie TV, 1 episodio (1955)
- Adventures of the Falcon – serie TV, 1 episodio (1955)
- Strange Stories – serie TV, 1 episodio (1956)
- Pony Express – serie TV, episodio 1x18 (1960)
- Ripcord – serie TV, episodio 1x13 (1961)
- Perry Mason – serie TV, 2 episodi (1958-1962)
- The Third Man – serie TV, 1 episodio (1961)